# McDonnell Douglas F-4 Phantom II
McDonnell Douglas F-4 Phantom II er et amerikanskbygget kampfly, der blev anvendt intensivt af både USAF, US Navy og US Marines i Vietnamkrigen 1965-73 mens USAF kun indsatte nogle få i Golfkrigen 1991. Flyet blev fremstillet af McDonnell Douglas.
Israel har anvendt flyet i Udmattelseskrigen 1969-70, Oktoberkrigen 1973, invasionerne i Libanon 1978 og 1982 samt missioner over fjendtligt territorium generelt.
Desuden anvendte Iran flyet i Den Iransk-irakiske Krig 1980-88.
Selvom både Grækenland og Tyrkiet havde Phantom-fly i 1974, kom de ikke i kamp over Cypern.
Phantom II var operativ i USA's forsvar fra 1960 til 1996, men bruges endnu af Grækenland, Tyrkiet m.fl. Derudover er mange ombygget til QF-4 måldroner. I 1981 indstillede McDonnell Douglas produktionen efter at have fremstillet 5.195 eksemplarer.
McDonnell Douglas blev i 1997 overtaget af Boeing, der i dag varetager supporten af F-4.